# Comuna Mariivka, Lenine
Mariivka (în ucraineană Мар'ївка) este o comună în raionul Lenine, Republica Autonomă Crimeea, Ucraina, formată din satele Borîsivka, Mariivka (reședința), Ptașkîne și Veaznîkove.

## Demografie
Componența lingvistică a comunei Mariivka
     Rusă (67,74%)
     Ucraineană (10,95%)
     Tătară crimeeană (9,88%)
     Alte limbi (0,84%)
Conform recensământului din 2001, majoritatea populației comunei Mariivka era vorbitoare de rusă (67,74%), existând în minoritate și vorbitori de ucraineană (10,95%), tătară crimeeană (9,88%), găgăuză (3,69%) și armeană (2,5%).